# Красногоров, Валентин Самуилович
Валентин Самуилович Красногоров (настоящая фамилия Файнберг), российский драматург, прозаик, сценарист, теоретик драмы, химик-технолог, доктор технических наук, общественный деятель.

## Биография и очерк творчества
Родился 20 декабря 1934 г. Ленинграде, учился в Эстонии. Окончил Таллинский политехнический институт.
Начал активно заниматься драматургией с 1969 г. Пьесы Красногорова «Комната невесты», «Кто-то должен уйти», «Рыцарские страсти», «Прелести измены», «Любовь до потери памяти», «У каждого своя звезда», «Сегодня или никогда», «Давай займёмся сексом!», «Свидания по средам» и другие, поставленные более чем в 700 профессиональных театрах России и многих зарубежных стран, тепло встречены критикой и зрителями. Над постановками его пьес работали такие выдающиеся режиссёры, как Георгий Товстоногов, Лев Додин, Роман Виктюк, Владимир Андреев. Красногоров выступает также как теоретик драмы, прозаик и публицист, автор книг, повестей, рассказов и эссе, опубликованных в различных изданиях. Ему принадлежат свыше 70 пьес, многочисленные книги и статьи о драме и театре, книга «У мысли стоя на часах» по истории русской и советской цензуры, книга "Природа - человек - пейзаж. Смысл и содержание пейзажной живописи". Книги писателя «Основы драматургии. Теория, техника и практика драмы» и  «Четыре стены и одна страсть» заслужили высокую оценку деятелей театра.
Пьесы Красногорова поставлены также более чем в 800 любительских, молодёжных и студенческих театрах и студиях. Они переведены на 25 языков, в том числе на английский, албанский,  белорусский, болгарский, венгерский, испанский, китайский, латышский, македонский, монгольский, немецкий, польский, румынский, сербский, словацкий, турецкий, украинский, фарси, французский, чешский, эстонский и др., а также на многие языки народов России.
Валентин Красногоров — член СРП (Союз российских писателей) и Союза театральных деятелей России — СТД РФ. Его биография включена в справочники мира: «Marquis Who’s Who in the World» (США), «International Who’s Who of the Intellectuals» (Англия, Кембридж) и др.
Валентин Красногоров — доктор технических наук, автор четырёх монографий, многих патентов и свыше 100 научных публикаций по химической технологии.
С 1991 по 2005 год жил в Израиле, в 1998—2003 годах занимал пост заместителя мэра Хайфы.

## Пьесы и сценарии[4]
1. Акт творения
2. Балаган
3. Весело было нам
4. Вечер французских комедий
5. Визит молодой дамы
6. Виноградник
7. Вирсавия
8. Всё делили пополам
9. Грабеж среди бела дня
10. Давай займёмся сексом!
11. Две женщины
12. Дело Бейлиса
13. Дело о десяти литрах
14. Дорога туда, откуда нет дороги
15. Его донжуанский список
16. Жаркие дни холодного лета
17. Женская доля
18. Женщина, которой не было
19. Женщины по объявлению
20. Жестокий урок
21. Жребий
22. Золотая лавина
23. Идеальная семья
24. Император не вернется
25. Импровизация
26. История драмы в картинках
27. Комната невесты
28. Конец медового месяца
29. Конкурс красоты в Древней Греции
30. Кризис среднего возраста
31. Кто-то должен уйти
32. Лебединая песня
33. Лёгкое знакомство
34. Лучше нету того свету
35. Любовь до потери памяти
36. Маленькие трагедии
37. Милые грешницы
38. Мимолетное виденье
39. Молчащая Ниагара
40. Настоящий мужчина
41. Не завтра, но очень скоро
42. Нескромные желания
43. Ноги женщины номер два
44. Охота на дракона
45. О чём ты думаешь?
46. Песнь песней
47. Последнее сказанье
48. Прелести измены
49. Приглашение к убийству
50. Процесс
51. Райские врата
52. Режиссёр массовых зрелищ
53. Рыцарские страсти
54. Самая счастливая ночь
55. Свидания по средам
56. Сегодня или никогда
57. Сказав прощай, не говори здравствуй
58. Собака
59. Сон в зимнюю ночь
60. Ставим «Гамлета»
61. Страшный разбойник
62. Такой как все
63. Театральная комедия
64. Топор в руках судьбы
65. Торговцы резиной
66. Треугольные булочки
67. Три звезды и три стула
68. Три красавицы
69. Ты все равно приходи!
70. У каждого своя звезда
71. Упражнения в драматургии
72. Утомленная красавица
73. Фуршет после премьеры
74. Этот слабый нежный пол

## Постановки
Пьесы В. Красногорова поставлены в профессиональных, любительских и студенческих театрах России, Австралии, Албании, Англии, Армении, Белоруссии, Болгарии, Германии, Индии, Ирана, Казахстана, Кипра, Кореи (Южной), Латвии, Литвы, Македонии, Молдовы, Монголии, Польши, Румынии, Сербии, Словакии, США, Турции, Украины, Чехии, Черногории, Эстонии и др. (1630 постановок на апрель 2025 г.)

## Книги
1. Основы драматургии. Теория, техника и практика драмы.  ЭКСМО 2023
2. Природа, человек-пейзаж. Смысл и содержание пейзажной живописи. Ridero, 2023.
3. The Delights of Adultery: Play Collection.  Amazon, 2021
4. Die Reize der Untreue: 10 kurze Stücke für das Theater.  Amazon, 2021
5. Leichte Bekanntschaft: Dramen und Komödien für das Theater ).  Amazon, 2021
6. Théâtre: Pièces choisies.  Amazon, 2021
7. О драме и театре. «Директ-Медиа», М., Берлин, 2018
8. У мысли стоя на часах (история русской и советской цензуры). Изд. «Прометей», М. 2017
9. Фуршет после премьеры (сборник пьес, том первый). СПБ, 2013.
10. Свидания по средам (сборник пьес, том второй). Изд. « Написано пером», СПБ, 2015.
11. Комната невесты (сборник пьес, том третий). Изд. « Написано пером», СПБ, 2015.
12. Подражающие молниям (научно-художественная книга о взрывчатых веществах). Изд. «Знание», М. 1977
13. Юстус Либих. Изд. «Знание», М. 1980
14. Четыре стены и одна страсть (поэтика драмы). Luk Publishers, 1993.
15. Прелести измены (сборник пьес). Luk Publishers, 1994.
16. Пьесы на украинском языке. Ridero, 2021

## Статьи о драме и театре
Красногоров — автор около 30 статей, посвящённых теории драмы и проблемам взаимоотношений драматургии и театра.

## Фильмография
1. Эта женщина в окне[7] 1991.  Реж. Л.Эйдлин. Экранизация пьесы «У каждого своя звезда».
2. Анатомия измены 2017. Реж. Н. Дрейден (по мотивам пьес из цикла «Прелести измены»).
3. Отель. 2021. Реж. А. Балуев (по мотивам пьесы «Его донжуанский список»).
4. Идеальная жена .2021. Реж. А.Грачев. Сценарий.
5. Легкое знакомство. 2021. Реж. А.Крестников. Сценарий.